# The Velvet (EP)
The Velvet este cel de-al doilea mini album al grupului de fete sud-coreean Red Velvet. A fost lansat pe 17 martie 2016, de către S.M. Entertainment.
Albumul este succesorul spiritual al primului album de studio The Red, care a fost lansat în septembrie, 2015. Bazându-se pe conceptul grupului, în timp ce The Red este focusat pe imaginea lor vie și veselă "red", The Velvet se concentrează pe partea lor liniștită și blândă "velvet". Discul EP conține 5 melodii plus 3 remix-uri a piesei principale, "One of These Nights".

## Listare de melodii
| Nr.             | Titlu                                                                  | Versuri                  | Muzică                                                          | Aranjament                                                      | Lungime |  |
| 1.              | „One of These Nights” (7월 7일)                                        | Seo Ji-eum (Jam Factory) | Hwang Chan-hee, Andreas Öberg, Maria Marcus                     | Hwang Chan-hee, Lee Sung-joo, Hong So-jin                       | 04:21   |  |
| 2.              | „Cool Hot Sweet Love”                                                  | Kenzie                   | Daniel Obi Klein, Charli Taft, Michael Nordmark, Thomas Sardorf | Daniel Obi Klein, Charli Taft, Michael Nordmark, Thomas Sardorf | 03:53   |  |
| 3.              | „Light Me Up”                                                          | Kenzie                   | Kenzie, Deez, Rodnae "Chikk" Bell                               | Deez                                                            | 03:32   |  |
| 4.              | „First Time” (처음인가요)                                              | Kenzie                   | Kenzie                                                          |                                                                 | 04:02   |  |
| 5.              | „Rose Scent Breeze” (장미꽃 향기는 바람에 날리고) (Seulgi, Wendy, Joy) | Jung Hye-kyung           | Hong Jong-ha                                                    | Park Gun-chul, Jung Soo-min                                     | 04:52   |  |
| 6.              | „One of These Nights” (7월 7일; De-Capo Version)                       | Seo Ji-eum               | Hwang Chan-hee, Andreas Öberg, Maria Marcus                     | De-Capo Music Group & Rod Bonner                                | 04:11   |  |
| 7.              | „One of These Nights” (7월 7일; Joe Millionaire Version)               | Seo Ji-eum               | Hwang Chan-hee, Andreas Öberg, Maria Marcus                     | Joe "Joe Millionaire" Foster                                    | 04:07   |  |
| 8.              | „One of These Nights” (7월 7일; Piano Version)                         | Seo Ji-eum               | Hwang Chan-hee, Andreas Öberg, Maria Marcus                     | Hwang Chan-hee, Andreas Öberg, Maria Marcus                     | 04:05   |  |
| Lungime totală: | Lungime totală:                                                        | Lungime totală:          | Lungime totală:                                                 | Lungime totală:                                                 | 33:03   |  |

## Vezi și
- SM Entertainment
- Kpop

## Referinte
1. ↑  Benjamin, Jeff (16 martie 2016). „Red Velvet Returns With Dreamy R&B Ballad 'One of These Nights': Watch”. The Korea Herald. Accesat în 18 martie 2016.